# Symphonie no 4 de Hanson
Pour les articles homonymes, voir Symphonie no 4.
Requiem
 (décembre 2023).
Si vous disposez d'ouvrages ou d'articles de référence ou si vous connaissez des sites web de qualité traitant du thème abordé ici, merci de compléter l'article en donnant les références utiles à sa vérifiabilité et en les liant à la section « Notes et références ».
La Symphonie no 4 « Requiem » op. 34 est une symphonie composée par Howard Hanson en 1943.

## Historique
Hanson a composé sa symphonie après le décès de son père. Il était un homme profondément religieux et il a choisi comme nom des mouvements quatre pièces traditionnelles d'un Requiem.
Composée en 1943, la symphonie peut être classée en dépit de l'époque comme une symphonie romantique exceptionnelle pour la musique classique américaine de cette période. Les autres compositeurs américains exploraient depuis longtemps les nouveaux courants qui venaient de l'Europe. Hanson était au sommet de sa carrière musicale et est resté fidèle à son propre style, la musique de la fin du romantisme.
La symphonie a été créée par l'Orchestre symphonique de Boston sous la direction du compositeur le 3 décembre 1943.
La symphonie s'est avérée être son œuvre la plus réussie. Hanson a reçu en 1944 pour cette composition le prix Pulitzer de musique. C'est la première symphonie qui a reçu cette récompense dans la catégorie de la musique.

## Structure
La symphonie comporte quatre mouvements, qui portent le nom de pièces traditionnelles d'un Requiem :
1. Kyrie (Andante inquieto)
2. Requiescat (Largo)
3. Dies Irae (Presto)
4. Lux Aeterna (Largo pastorale).

L'interprétation dure environ 26 minutes.